# Bondsjöhöjdens IK
Bondsjöhöjdens IK är en skidklubb i Härnösand som startade 1959. 
Längdskidåkaren Anders Larsson, som deltog i Olympiska vinterspelen i Sarajevo 1984 och vann Vasaloppet 1987, tävlade för Bondsjöhöjden.

## Anläggningen
Snöanläggningen har 13 km skidspår och ca 3,5 km med konstsnö.
Rullskidbanan är 3 km lång och består av slingor med olika svårighetsgrad.